# Coelia bella
Coelia bella es una especie de orquídea originaria de Chiapas, Belice, Guatemala, Honduras, Costa Rica.

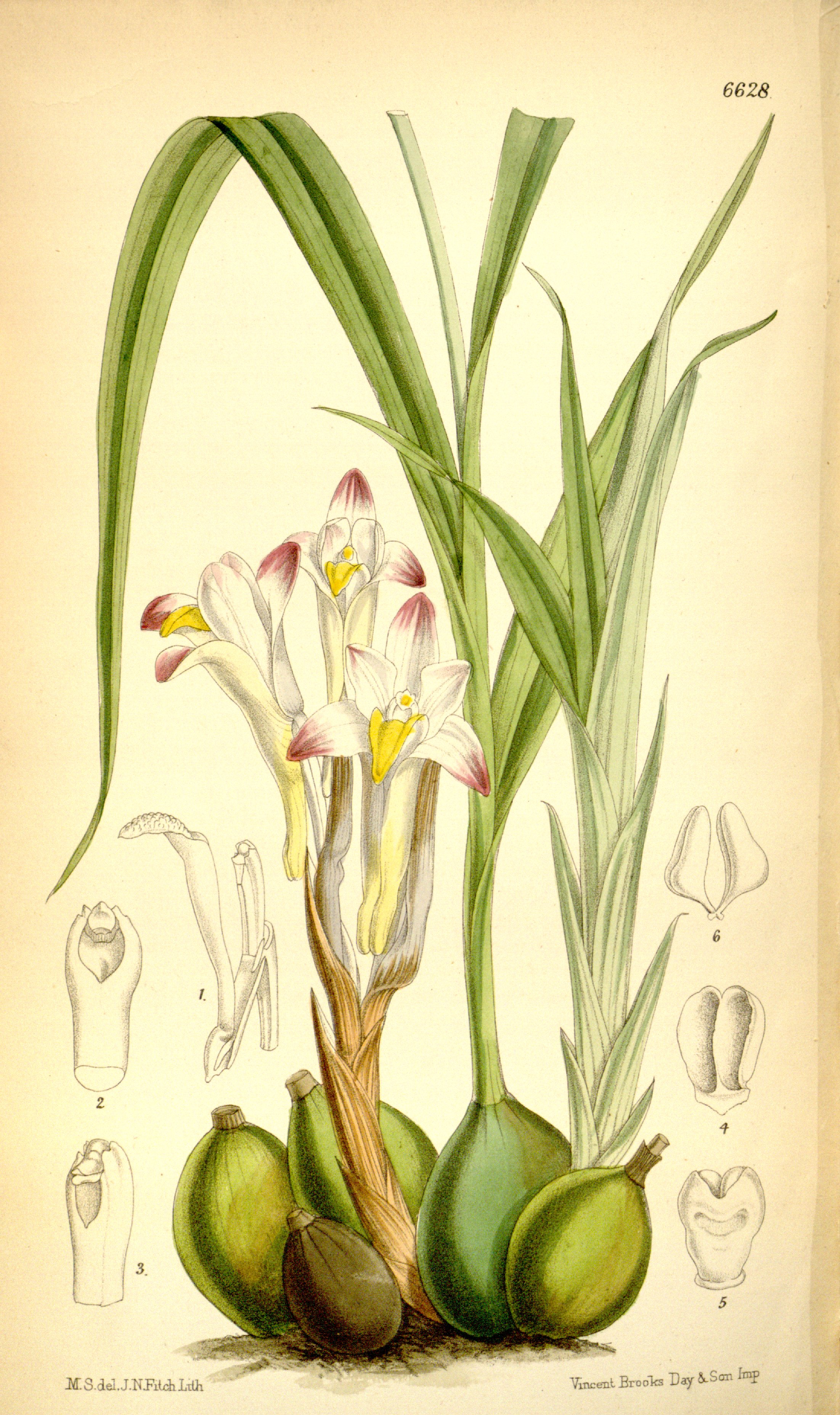
Ilustración

## Descripción
Es una especie de orquídea de tamaño grande que prefiere el clima cálido, con hábitos terrestres y ocasionalmente epifita y con grupos de pseudobulbos, elipsoidales a ovoides, de color verde oliva con hasta 5 hojas apicales, estrechamente lanceoladas, acuminadas, de color verde brillante. Florece en el verano en una erecta inflorescencia, basal,  de 15 cm de largo, bracteada,  racemosa con hasta 6 flores perfumadas que se presentan desde el lado de un nuevo pseudobulbo. Requiere sombra moderada, y el aumento de agua cuando el nuevo crecimiento llega en la primavera y una disminución en los meses de invierno.

## Distribución y hábitat
Se encuentra en México, Honduras y Guatemala en las selvas tropicales en las elevaciones de 500 a 1500 metros.

## Taxonomía
Coelia bella fue descrito por (Lem.) Rchb.f. y publicado en Annales Botanices Systematicae 6: 218–219. 1861.
Sinonimia
- Bifrenaria bella Lem.
- Bothriochilus bellus (Lem.) Lem.[2][4][5]